# Спаффорд (Нью-Йорк)
Спаффорд (англ. Spafford) — місто (англ. town) в США, в окрузі Онондага штату Нью-Йорк. Населення — 1588 осіб (2020).

## Демографія
Згідно з переписом 2010 року, у місті мешкало 1686 осіб у 669 домогосподарствах у складі 504 родин. Було 1209 помешкань
Расовий склад населення:
| - 98,3 % — білих - 0,4 % — вихідців з тихоокеанських островів - 0,4 % — азіатів - 0,3 % — чорних або афроамериканців - 0,2 % — корінних американців |

До двох чи більше рас належало 0,4 %. Частка іспаномовних становила 1,2 % від усіх жителів.
За віковим діапазоном населення розподілялося таким чином: 23,3 % — особи молодші 18 років, 62,4 % — особи у віці 18—64 років, 14,3 % — особи у віці 65 років та старші. Медіана віку мешканця становила 48,1 року. На 100 осіб жіночої статі у місті припадало 98,6 чоловіків;  на 100 жінок у віці від 18 років та старших — 100,0 чоловіків також старших 18 років.
Середній дохід на одне домашнє господарство  становив 105 983 долари США (медіана — 83 194), а середній дохід на одну сім'ю — 119 954 долари (медіана — 105 139). Медіана доходів становила 54 531 долар для чоловіків та 42 941 долар для жінок. За межею бідності перебувало 6,3 % осіб, у тому числі 9,0 % дітей у віці до 18 років та 8,1 % осіб у віці 65 років та старших.
Цивільне працевлаштоване населення становило 853 особи. Основні галузі зайнятості: освіта, охорона здоров'я та соціальна допомога — 38,6 %, роздрібна торгівля — 9,3 %, науковці, спеціалісти, менеджери — 8,7 %.